# Kelly Holmes
Dame Kelly Holmes (Pembury, 19 aprile 1970) è un'ex mezzofondista britannica, vincitrice di due ori ai Giochi olimpici di Atene 2004, negli 800 e nei 1500 metri piani.

## Biografia

### L'infanzia e la carriera nell'esercito
Kelly Holmes è nata a Pembury, nel Kent), da Derrick Holmes, un meccanico giamaicano, e Pam Norman. Due anni dopo sua madre sposa Micheal Norris, colui che la Holmes riconoscerà sempre come padre, e con cui avrà altri quattro figli prima del divorzio.
Kelly cresce a Hildenborough e all'età di 12 anni comincia a frequentare la Hugh Christie Comprehensive School, dove comincia a praticare atletica nella squadra della scuola, il Tonbridge Athletics Club. Qui, allenata da David Arnold, vince, al suo secondo tentativo, i 1500 metri piani. Il suo idolo ed ispiratore è Sebastian Coe, a causa soprattutto della vittoria alle Olimpiadi di Los Angeles 1984, dove difende con successo la corona dei 1500 metri.
A 16 anni lascia la scuola e si arruola nell'esercito. Inizialmente viene adibita ad autista di camion nel Women's Royal Army Corps, ma quando il corpo viene sciolto viene dirottata all'Adjutant General's Corps in qualità di preparatore atletico, raggiungendo il grado di sergente.
Diventa anche campionessa di judo dell'esercito britannico e nelle gare di atletica gareggia con i maschi, per non ridicolizzare le altre ragazze. Nel 1992, dopo aver seguito nelle batterie Lisa York, con cui lei stessa aveva gareggiato e vinto, alle Olimpiadi di Barcellona, decide di tornare all'atletica. Per qualche anno porta avanti entrambe le carriere, fino a quando, nel 1997, nuovi fondi le permettono di potersi dedicare completamente a quella sportiva.

### I Giochi olimpici di Atene 2004
Nel 2003, durante la preparazione ai Giochi olimpici 2004, la Holmes subisce numerosi infortuni alle gambe che la fanno cadere in depressione fino ad inferirsi ferite e a considerare, più di una volta, l'ipotesi di suicidarsi, ma viene aiutata da un dottore che le diagnostica la depressione. Per curarsi decide di assumere tavolette di serotonina, dato che gli antidepressivi avrebbero potuto danneggiare le sue prestazioni.

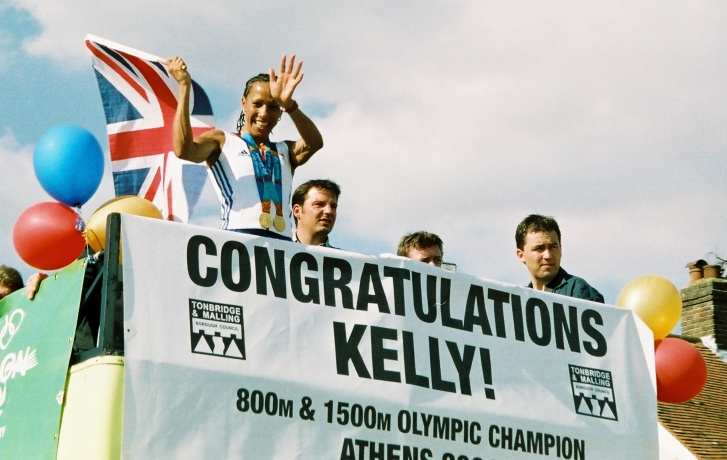
Kelly Holmes alla parata di Hildenborough

La britannica si presenta ai Giochi di Atene senza nessun infortunio per la prima volta nella sua carriera e, contro le aspettative della vigilia, decide di gareggiare sia negli 800 che nei 1500 metri piani. Insieme alla tre volte campionessa mondiale Maria Mutola ed alla campionessa europea in carica Jolanda Čeplak è una delle favorite della gara degli 800 metri. In finale la Holmes corre bene, non rispondendo a una partenza veloce e raggiungendo la prima posizione davanti alla Mutola nel finale, che terrà fino alla fine relegando Hasna Benhassi, la Čeplak e la Mutola rispettivamente al secondo, terzo e quarto posto. La velocista diventa la settima atleta britannica ad aggiudicarsi l'oro olimpico, la seconda dai tempi di Ann Packer, vincitrice sempre negli 800 metri nel 1964.
Nella finale dei 1500 metri la Holmes ripresenta la solita tattica vincente, rimanendo nelle retrovie per guadagnare le posizioni di testa nel finale e battere la campionessa mondiale in carica Tat'jana Tomašova, stabilendo il nuovo primato nazionale fermando il cronometro a 3 minuti 57 secondi e 90 centesimi. Diventa così la terza atleta della storia a centrare l'accoppiata 800 e 1500 m piani dopo Tat'jana Kazankina a Montréal 1976 e Svetlana Masterkova ad Atlanta 1996 nonché la prima atleta britannica a vincere due titoli olimpici nell'atletica e in termini assoluti la seconda dopo Albert Hill alle Olimpiadi del 1920.
Grazie a questi successi viene eletta portabandiera alla cerimonia di chiusura del 29 agosto. Al suo ritorno a casa vengono organizzate parate in suo onore a Hildenborough e Tonbridge a cui partecipano circa 40.000 persone, più del doppio dei presenti alla parata di Londra in onore a tutti i medagliati olimpici. Vince inoltre il premio come "sportivo del 2004" della BBC.

## Record nazionali

### Seniores
- 800 metri piani: 1'56"21 ( Monaco, 9 settembre 1995)
- 1000 metri piani: 2'32"55 ( Leeds, 15 giugno 1997)

## Palmarès

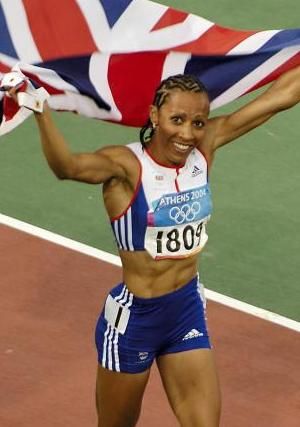
Kelly Holmes ai Giochi olimpici di

| Anno                                  | Manifestazione          | Sede         | Evento       | Risultato  | Prestazione | Note             |
| ------------------------------------- | ----------------------- | ------------ | ------------ | ---------- | ----------- | ---------------- |
| In rappresentanza della Gran Bretagna |                         |              |              |            |             |                  |
| 1993                                  | Mondiali                | Stoccarda    | 800 m piani  | Semifinale | 1'58"64     |                  |
| 1994                                  | Europei                 | Helsinki     | 1500 m piani | Argento    | 4'19"30     |                  |
| 1995                                  | Mondiali                | Göteborg     | 800 m piani  | Bronzo     | 1'56"95     |                  |
| 1995                                  | Mondiali                | Göteborg     | 1500 m piani | Argento    | 4'03"04     |                  |
| 1996                                  | Giochi olimpici         | Atlanta      | 800 m piani  | 4ª         | 1'58"81     |                  |
| 1996                                  | Giochi olimpici         | Atlanta      | 1500 m piani | 11ª        | 4'07"46     |                  |
| 1997                                  | Mondiali                | Atene        | 1500 m piani | Batteria   | dnf         |                  |
| 1999                                  | Mondiali                | Siviglia     | 800 m piani  | Semifinale | 2'00"77     |                  |
| 2000                                  | Giochi olimpici         | Sydney       | 800 m piani  | Bronzo     | 1'56"80     |                  |
| 2000                                  | Giochi olimpici         | Sydney       | 1500 m piani | 7ª         | 4'08"02     |                  |
| 2001                                  | Mondiali                | Edmonton     | 800 m piani  | 6ª         | 1'59"76     |                  |
| 2002                                  | Europei                 | Monaco       | 800 m piani  | Bronzo     | 1'59"83     |                  |
| 2003                                  | Mondiali indoor         | Birmingham   | 1500 m piani | Argento    | 4'02"66     |                  |
| 2003                                  | Mondiali                | Saint-Denis  | 800 m piani  | Argento    | 2'00"18     |                  |
| 2004                                  | Mondiali indoor         | Budapest     | 1500 m piani | 9ª         | 4'12"30     |                  |
| 2004                                  | Giochi olimpici         | Atene        | 800 m piani  | Oro        | 1'56"38     |                  |
| 2004                                  | Giochi olimpici         | Atene        | 1500 m piani | Oro        | 3'57"90     | Record nazionale |
| In rappresentanza dell' Inghilterra   |                         |              |              |            |             |                  |
| 1994                                  | Giochi del Commonwealth | Victoria     | 1500 m piani | Oro        | 4'08"86     |                  |
| 1998                                  | Giochi del Commonwealth | Kuala Lumpur | 1500 m piani | Argento    | 4'06"10     |                  |
| 2002                                  | Giochi del Commonwealth | Manchester   | 1500 m piani | Oro        | 4'05"99     |                  |

## Altre competizioni internazionali
1994

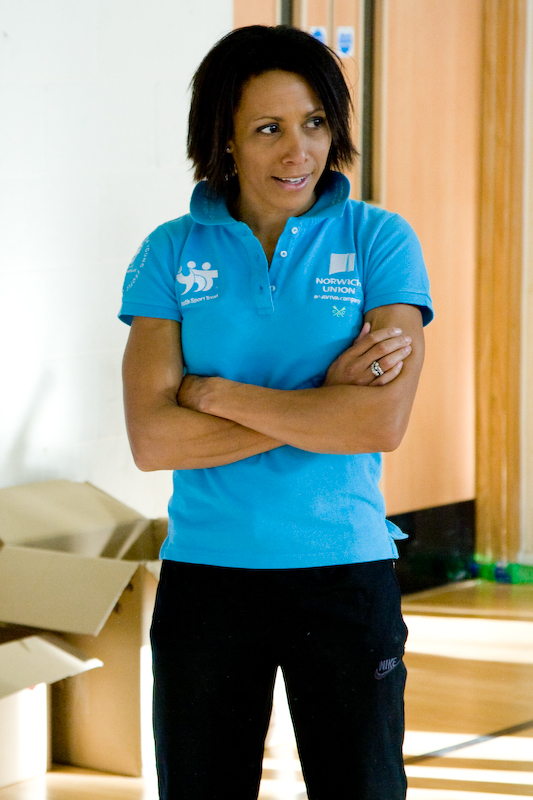
Kelly Holmes nel 2008

- Bronzo in Coppa del mondo ( Londra), 1500 m piani - 4'10"81

1995
- Argento alla Grand Prix Final ( Monaco), 800 m piani - 1'56"21

2001
- Argento alla Grand Prix Final ( Melbourne), 800 m piani - 2'00"02

2003
- Argento alla World Athletics Final ( Monaco), 800 m piani - 1'59"92

2004
- Oro alla World Athletics Final ( Monaco), 1500 m piani - 4'04"55

## Riconoscimenti
- Atleta europea dell'anno (2004)